# Jai Ho
"Jai Ho" (tiếng Hindi: जय हो) (Trở thành người chiến thắng) là một ca khúc Ấn Độ đạt giải Oscars do A. R. Rahman soạn nhạc, Gulzar viết lời và Sukhwinder Singh cùng trình bày với Rahman cho phần cuối của bộ phim Yuvvraaj và phần cuối của phim Triệu phú khu ổ chuột. Bài hát cũng được góp giọng bởi Mahalakshmi Iyer, Tanvi Shah và Vijay Prakash. Một phiên bản hợp tác với Pussycat Dolls được phát hành với phiên bản tiếng Anh.

## Phiên bản gốc
"Jai Ho" vốn được soạn nhạc cho Yuvvraaj, nhưng đã bị đạo diễn Subhash Ghai từ chối vì nghĩ rằng nó không phù hợp cho nam diễn viên Zayed Khan biểu diễn trên màn ảnh. Sau chiến thắng giải Oscar, A. R. Rahman tiết lộ trong một phỏng vấn rằng chính Ghai đã yêu cầu ông dùng từ Jai Ho trong bài hát. Sau đó, cùng với Slumdog Millionaire, nó được đề giải cho bài hát xuất sắc nhất tại Broadcast Film Critics Association Awards 2008, Satellite Awards 2008 và Houston Film Critics Society Awards 2008. Năm 2009, nó giành chiến thắng giải thưởng Orcar giành bài hát gốc xuất sắc nhất, đánh bại "Down to Earth" của Peter Gabriel từ WALL-E và "O... Saya" từ Slumdog Millionaire cũng do A. R. Rahman trình bày.
Phiên bản gốc cũng được xuất hiện ở Billboard. Nó đạt đến vị trí #8 trong bảng xếp hạng "Top Digital Track" của Billboard.